# Agieren (Psychoanalyse)
Als Agieren (von lateinisch agere ‚handeln, tun, bewegen‘) werden in der Psychoanalyse unbewusste Handlungen bezeichnet, deren Zweck es ist, ebenfalls unbewusste psychische Konflikte handelnd zu inszenieren. Aufgabe einer psychotherapeutischen Psychoanalyse ist es in diesen Fällen, dem Analysanden dazu zu verhelfen, seine unbewussten Motive zu erkennen und bewusst zu verarbeiten.

## Agieren
Ursprünglich beschrieb Sigmund Freud das Agieren in seinem Aufsatz Bruchstück einer Hysterie-Analyse (1905) als Übertragungsphänomen. Seine Patientin Dora hatte sich von Herrn K. „enttäuscht und verlassen“ gefühlt und wollte sich an ihm auf dieselbe Weise „rächen“, agierte dies jedoch am Analytiker aus und brach die Therapie ab. Dora reflektierte ihre Beweggründe nicht mit Worten in der Therapie, sondern setzte sie in Handlungen um.
Später beschrieb Freud den Fall, dass der Patient einen Hauptanteil der gelieferten Informationen nicht verbal, sondern durch die Art und Weise seines Verhaltens liefert, als 'Agieren'. Beispielsweise erzählt der Analysand nicht, dass er verärgert war, sondern ist in der Therapiesitzung gegenüber dem Analytiker verärgert. 1914 beschäftigte sich Freud in Erinnern, Wiederholen und Durcharbeiten ausführlich mit dem Phänomen des Agierens und wies auf dessen enge Verbindung zum Widerstand hin: „Je größer der Widerstand ist, desto ausgiebiger wird das Erinnern durch das Agieren (Wiederholen) sein.“

## Acting out
Das Vokabular der Psychoanalyse von Laplanche und Pontalis verschlagwortet den Begriff des Agierens nicht und verwendet stattdessen den englischen Ausdruck „acting out“ – versehen mit dem Hinweis, er werfe „terminologische Probleme“ auf:

„In der Psychoanalyse verwendeter Ausdruck zur Bezeichnung von Handlungen meist impulsiven Charakters, die im Vergleich mit dem gewöhnlichen Motivationssystem des Subjekts einen Bruch darstellen, im Laufe seiner Handlungen relativ isolierbar sind und oft eine auto- oder heteroaggressive Form annehmen. Im Aufkommen von acting out sieht der Analytiker das Anzeichen für das Hervortreten des Verdrängten. Erfolgt dies im Verlauf einer Analyse (sei es in oder außerhalb der Sitzung), so ist acting out im Zusammenhang mit der Übertragung zu verstehen und oft als ein Versuch, diese völlig zu verleugnen.“

## Inszenieren
Das Agieren ist vom Inszenieren zu unterscheiden. Man spricht vom Inszenieren, wenn der Patient durch nichtsprachliches Verhalten versucht, den Analytiker so zu beeinflussen, dass dieser seinen unbewussten Vorstellungen entspricht. Wenn der Analytiker diesem Bestreben folgt, entsteht dabei eine Szene ähnlich einem Theaterstück, bei dem man auf den ersten Blick weiß, „was los ist“, ohne dass dies der Worte bedarf. Inszenierungen können eine längere Zeit dauern oder auch nur kurze Wortwechsel betreffen.

## Agieren im Psychodrama
Im Psychodrama wird unter Agieren ein ungerichtetes Handeln bezeichnet, das eine echte Begegnung mit dem Gegenüber verhindern soll.

## Wertung von Handeln ohne Einsicht
Während in der Psychoanalyse der Begriff Agieren vorwiegend negativ besetzt ist, weil hier Einsicht ohne Handeln erreicht werden soll, wird in der Verhaltenstherapie durchaus auch dem Handeln ohne Einsicht eine wichtige Bedeutung für den Behandlungsfortschritt beigemessen.